# Simon Peter Poulsen
 For alternative betydninger, se Simon Poulsen.
Simon Peter Poulsen (20. maj 1757-24. december 1823) var en dansk boghandler, forlægger og udgiver.
Simon Peter Poulsen blev født i København, hvor hans fader var sergent ved Holmen. Han blev student fra Københavns Skole 1778, var derefter nogle år lærer og nedsatte sig 1786 som boghandler i København (i Antonistræde).
Særlig var det tidsskrifter, for en del i forbindelse med Odin Wolff, han udgav, f.eks. Morgen-Posten. Hans Nytaarsgaver (1792-1807), hvis første 8 årgange fører titlen Nytaarsgave for Damer, var meget søgte. Han udgav også det litterærkritiske tidsskrift Iris (1791-1795) som blev redigeret af Johann Clemens Tode.
1793 blev han hofboghandler og var en driftig, vel anset mand, der i sin kraftige alder plejede venskabelig omgang med adskillige af datidens litterære mænd; men i sine sidste år var han sygelig menneskesky.
Han døde 24. december 1823.
En sommerbolig i Birkerød bestemte han og hans hustru, Louise Regine født Gæbel (født 1754 død 23. marts 1823), til oprettelse af et hospital for syge og fattige i Hørsholm Amt, i det en kapital knyttedes dertil. Ejendommen var imidlertid ubrugelig til dette øjemed og blev solgt. Kapitalens renter uddeles nu til trængende i Birkerød og omliggende sogne.